# Les étoiles brillent
Pour plus de détails, voir Fiche technique et Distribution.
Les étoiles brillent (titre original Es leuchten die Sterne) est un film musical allemand de 1938 réalisé par Hans H. Zerlett et écrit par Zerlett et Hans Hannes,,.

## Synopsis
Dans les années 1930 en Allemagne, une jeune secrétaire quitte la campagne pour se rendre à Berlin et devenir actrice. À la suite d'un concours de circonstances, elle est prise pour une célèbre danseuse et se retrouve dans le premier rôle d'une sur le tournage d'une revue. L'intrigue a pour toile de fond une revue musicale, comprenant de nombreux films allemands, des sports, du divertissement et des stars des années 1930.

## Historique
Les étoiles brillent est un remake d'un film de 1930 réalisé par Stefan Szekely et distribué par la société Tobis : Die Große Sehnsucht (La grande nostalgie). Le remake reprend le style musical de Busby Berkeley et fait apparaître de nombreuses célébrités, sportifs et acteurs de la Tobis. Joseph Goebbels, ministre de la propagande considérait que les films étaient alors le meilleur moyen de diffusion de la propagande en faveur du régime nazi,. Les étoiles brillent est, comme beaucoup de films allemands de l'époque, une partie de la propagande pour le Troisième Reich en tant qu'entité culturelle,,.

## Diffusion
Le film a d'abord été publié en Allemagne, dès le 17 mars 1938. Il est ensuite, dès le 29 avril, diffusé aux Pays-Bas, puis aux États-Unis le 20 mai sous le titre The Stars Shine. Il paraît dans différents pays sous différents titres. En Belgique néerlandophone : Als de sterren schitteren ; en Belgique francophone : Quand les étoiles brillent ; en Italie : Brillano le stelle ; au Danemark : Funklende stjerner ; en Grèce : Lampoun t'asteria ; en France : Les étoiles brillent et Vedettes follies ; et aux Pays-Bas : Parade der sterren et Sterrenparade. Le film a été édité en DVD dans sa version origininale allemande le 21 juillet 2008 par Warner Home Video.
Des extraits du film ont été diffusés à la télévision allemande en 1938, avec La Jana présente dans le studio.

## Fiche technique
- Titre : Les étoiles brillent
- Titre original : Es leuchten die Sterne
- Réalisation : Hans H. Zerlett
- Scénario : Hans Hannes, Hans H. Zerlett
- Direction artistique : Helmut Schreiber
- Musique : Paul Lincke, Ernst Kirsch, Leo Leux, Franz R. Friedl, Mathias Perl
- Chorégraphie : Georg Krause, Bruno Mondi
- Production : Ella Ensink
- Distribution : Tobis-Filmverleih (Allemagne), American Tobis Company (États-Unis)
- Pays d'origine : Troisième Reich
- Langue : Allemand
- Format : 1.37 : 1
- Genre : Film musical
- Durée : 103 minutes
- Date de sortie : 1938

## Distribution
| - La Jana : la danseuse - Ernst Fritz Fürbringer : Hans Holger - Fridtjof Mjøen : Werner Baumann - Paul Verhoeven : Gebauer - Karel Stepanek : Brandt - Arthur Schröder : le directeur - Rosita Serrano : le chanteur espagnol - Hermann Pfeiffer : le producteur - Rudolf Schündler : l'homme de l'assurance - Vera Bergman : Carla Walden | - Carla Rust : Mathilde Birk - Rudi Godden : Knutz, le manager - Elisabeth Wendt : Lisa Marwen - Else Elster : Mme Knutz - Eva Tinschmann : M. Bökelmann - Horst Birr : Kruse - Erwin Biegel : Kellner - Erika Steenbock : Ella, l'actrice - Heinz Piper : le lyriste - Kurt Mikulski : Böckelmann, l'ariste maquillée |

Invités vedettes
| - Rudolf Caracciola - Lil Dagover - Karl Ludwig Diehl (en) - Käthe Dorsch - Willi Forst - Charles Francois - Gustav Fröhlich - Heinrich George - Walter Gross - Paul Hartmann - Hilde Hildebrand | - Paul Hörbiger - Paul Kemp - Hermann Lang - Wolfgang Liebeneiner - Harry Liedtke - Paul Lincke - Theo Lingen - Hans Moser - Anny Ondra - Harald Paulsen | - Ralph Arthur Roberts - Max Schmeling - Sybille Schmitz - Albrecht Schoenhals - Hans Söhnker - Luis Trenker - Olga Tschechowa - Manfred von Brauchitsch - Grethe Weiser - Ida Wüst |

## Article annexe
- Liste des longs métrages allemands créés sous le nazisme